# Amenmosze (polgármester)
Amenmosze ókori egyiptomi hivatalnok volt, Théba polgármestere a XX. dinasztia idején, IV. Ramszesz, V. Ramszesz és VI. Ramszesz alatt.
Teljes bizonyossággal IV. Ramszesz harmadik uralkodási évében említik először, unokaöccse, Bakenhonszu egy feliratán a Vádi Hammamátban. A. J. Peden szerint Amenmosze ekkor már legalább 74 éves volt, és még tizenhat éven át töltötte be pozícióját, legalább VI. Ramszesz nyolcadik évéig. Fivérét, Paszert követte polgármesterként, ő legalább III. Ramszesz tizennyolcadik évéig volt polgármester. Lehetséges, hogy Amenmosze is már III. Ramszesz alatt is betöltötte ezt a hivatalt.
Amenmosze anyai ágon nagybátyja volt Amenemopetnek, Mut főpapjának, mint az Amenemopet sírjából, a TT148-ból kiderül. Szintén unokaöccse volt Bakenhonszu háznagy, akivel részt vett egy nagy expedíción a Vádi Hammamátban. Amenmosze fia volt Paszer, aki szintén Théba polgármestere volt, pozícióját legkésőbb IX. Ramszesz uralkodásának tizenhatodik évéig töltötte be. Amenmosze korábban Ámon papjaként is szolgált, mert viselte a „tiszta kezű isteni atya” címet.
Amenmoszének további említései maradtak fenn egy osztrakonon (ma a kairói Egyiptomi Múzeumban; (Ostrakon Cairo, 25, 033), két papiruszon (Dejr el-Medina, 24, 4.; Torinói sztrájkpapirusz, recto, 1, 9.) és két karnaki szobron (Kairó, Egyiptomi Múzeum, 42175 és 42176).

## Fordítás
- Ez a szócikk részben vagy egészben  az   Amenmose című német Wikipédia-szócikk ezen változatának fordításán alapul.  Az eredeti cikk szerkesztőit annak laptörténete sorolja fel. Ez a jelzés csupán a megfogalmazás eredetét és a szerzői jogokat jelzi, nem szolgál a cikkben szereplő információk forrásmegjelöléseként.